# Sinoxylon muricatum
Sinoxylon muricatum is een keversoort uit de familie van de boorkevers (Bostrichidae). De wetenschappelijke naam is voor gepubliceerd in 1767 door Linnaeus.